# Apple I
Na tecnologia, o Apple I ou Apple-1, foi um computador pessoal primitivo formado por uma placa única de circuito integrado, inventado e fabricado manualmente pelo engenheiro norte-americano Steve Wozniak para uso pessoal ou doméstico, em sociedade com o empresário norte-americano Steve Jobs que teve a então ideia de vender-lo comercialmente em 1976, lançado pela empresa Apple, como seu primeiro produto.

## Produção comercial

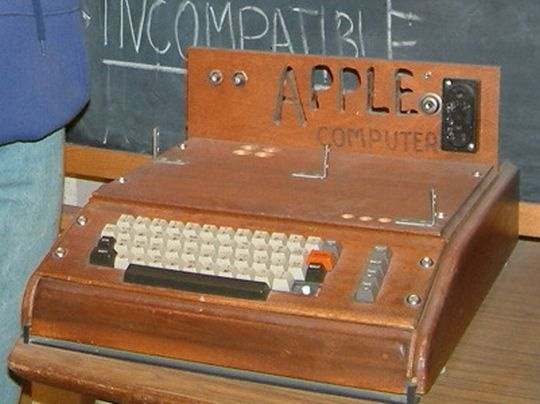
Protótipo do Apple I feito por Steve Wozniak.

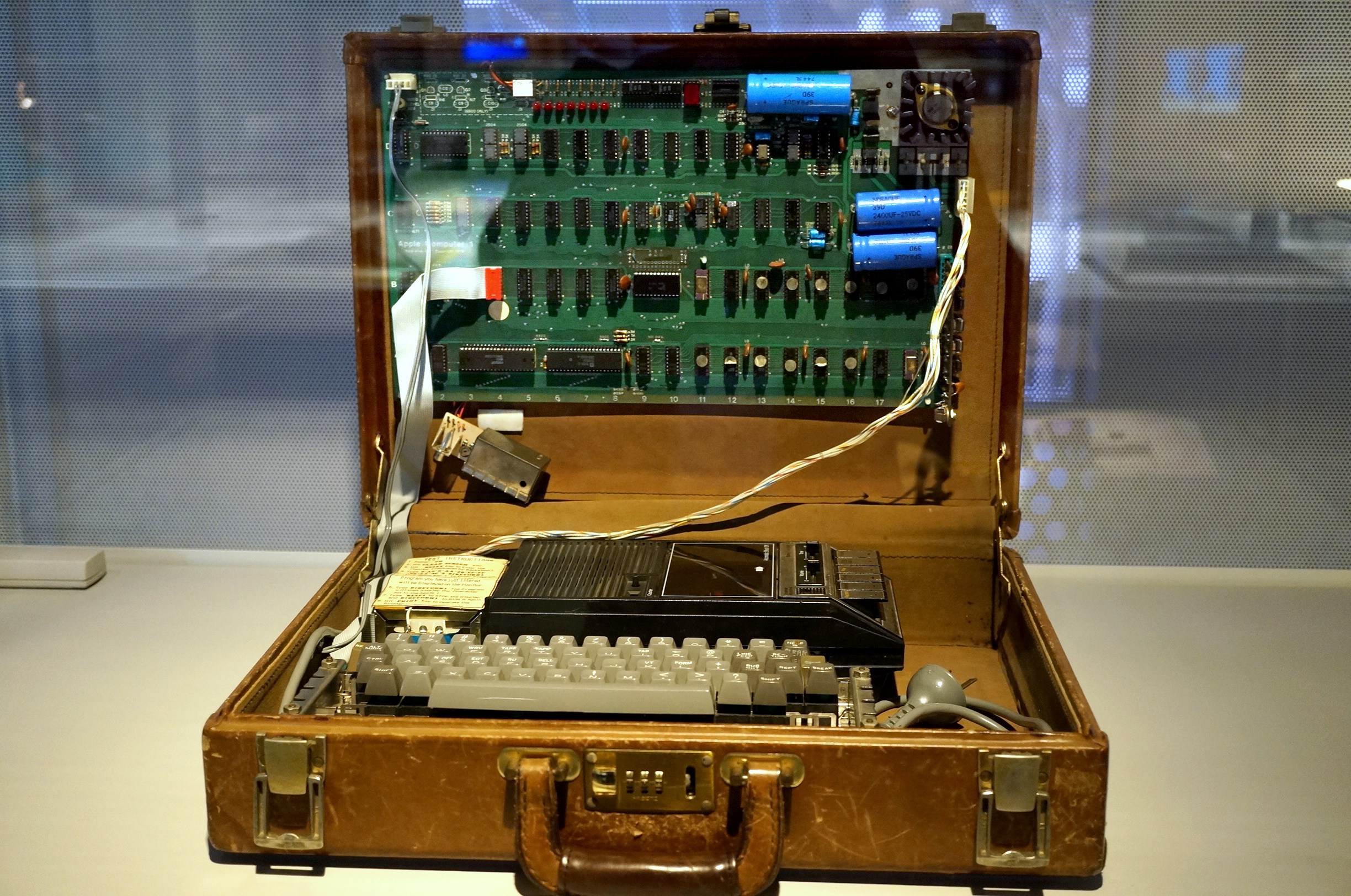
Protótipo do Apple I aberto.

O computador Apple I foi o primeiro produto da empresa Apple, exibido em abril de 1976 no Homebrew Computer Club em Palo Alto (Califórnia). Foi posto à venda em julho de 1976 ao preço de US$ 666,66 (devido Wozniak gostar de repetir números) era vendido a uma loja da região por US$ 500, acrescentando-se 1/3 como markup. 
Cerca de 200 unidades foram produzidas. Diferentemente de outros computadores feitos por hobbyistas nessa época, os quais eram vendidos sob forma de kits, o Apple I era uma placa de circuito impresso totalmente montada, contendo cerca de 30 chips. Toda via, para se chegar a um computador que funcionasse, os usuários tinham de acrescentar um gabinete, fonte de energia, teclado e monitor ou televisão. Uma placa de expansão opcional, contendo uma interface para cassetes, utilizados no armazenamento dos dados e programas, foi lançada posteriormente ao custo de US$ 75.

## Pioneirismo
O Apple I é por vezes creditado como o primeiro computador pessoal a ser vendido totalmente montado; todavia, outros argumentam que a honra pertence a outras máquinas, tais como o MOS Technology KIM-1, o Datapoint 2200 ou, mais geralmente, ao Altair 8800 (o qual podia ser adquirido sob forma de kit ou, por um valor extra, montado).
A eletrônica do terminal Apple I era peculiar. Tudo o que se precisava acrescentar era um teclado e um monitor barato. Máquinas concorrentes, como o Altair 8800 geralmente eram programados com chaves frontais e usavam luzes indicadoras (LEDs vermelhos, quase sempre) para exibir o resultado de suas operações e necessitavam de hardware adicional para poder ser conectados a um terminal ou a um teletipo (máquina de escrever eletromecânica). Isto fez do Apple I uma máquina inovadora para sua época.
O Apple I foi descontinuado em março de 1977, quando foi substituído pelo Apple II que acrescentou capacidades gráficas e de som.

## Vendas
Em 2005 estimava-se que ainda existiam cerca de 30 ou 50 Apple I, o que o torna um item de colecionador. Conta-se que um Apple I teria sido vendido por US$ 50 mil num leilão em 1999; todavia, um preço mais típico gira em torno de US$ 14 mil–US$ 16 mil. Um clone compatível a nível de software com o Apple I (o Replica 1), produzido com peças modernas, foi lançado em 2003 por cerca de US$ 200.
Em 2012, realizou-se um leilão em que um Apple I original, com manual de montagem assinado por Steve Wozniak, chegou ao valor de US$ 640 mil e em outubro de 2014, o The Henry Ford Museum comprou, num leilão e por US$ 905 mil, uma unidade do Apple I.
Em 2019, mais um exemplar de Apple I foi leiloado na Inglaterra, pela Christie's, por 371 250 libras, ou quase 2 milhões de reais com número de série 01-0053, listado como número 10 no Apple I. 

## Evolução (Série Apple II)
O computador apple I foi seguido pela apple II, uma série de computadores pessoais criado pelo engenheiro Steve Wozniak, que durou de 1977 a 1994. É formada pelos dispositivos: apple II Plus (1979), apple II enhanced (1979), apple IIc (Apple portátil, 1979), apple III (1980), apple IIGS (1986), apple IIc Plus (1988). 